# Burgus Őcsény-Soványtelek

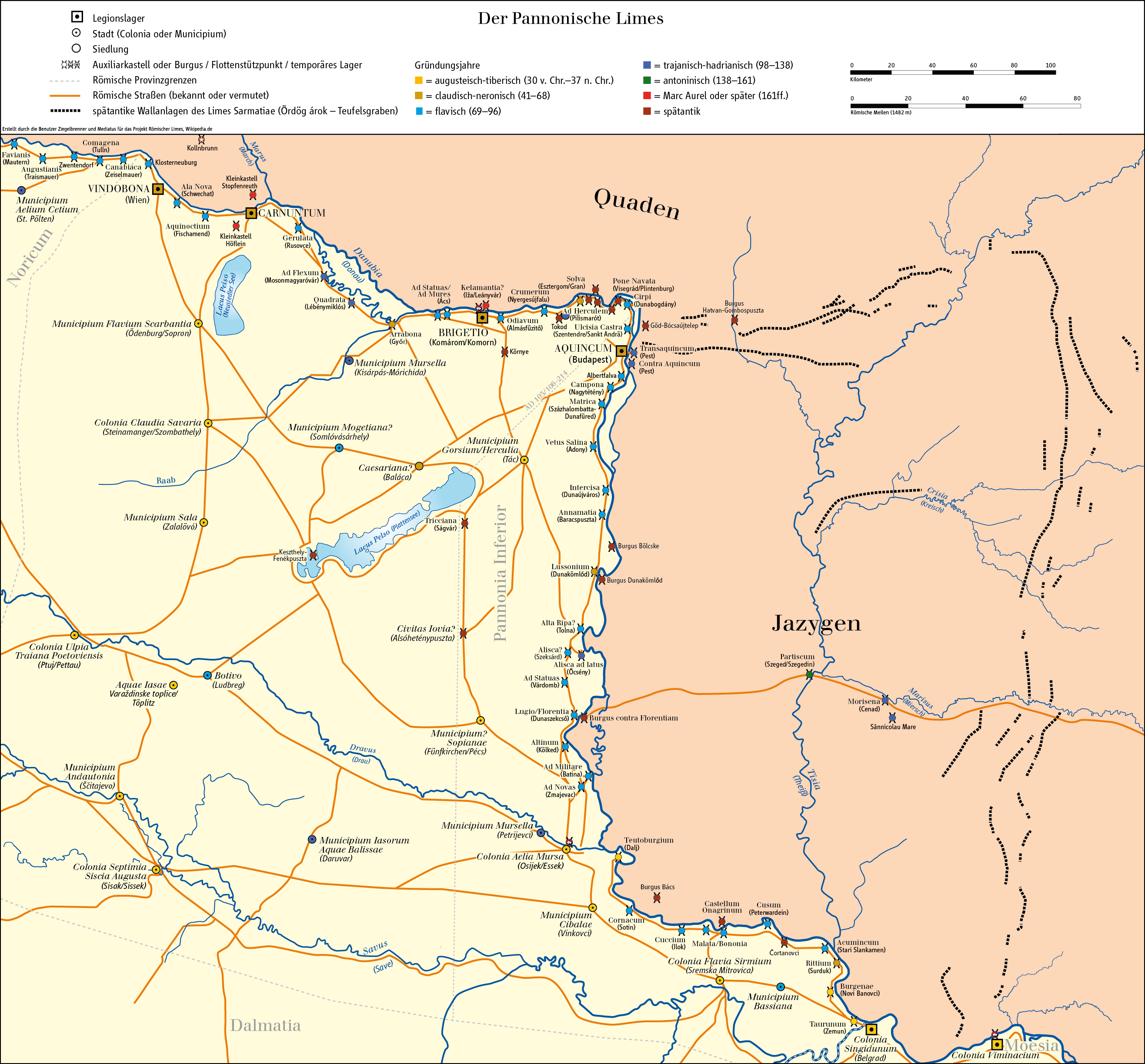
Der pannonische Donaulimes

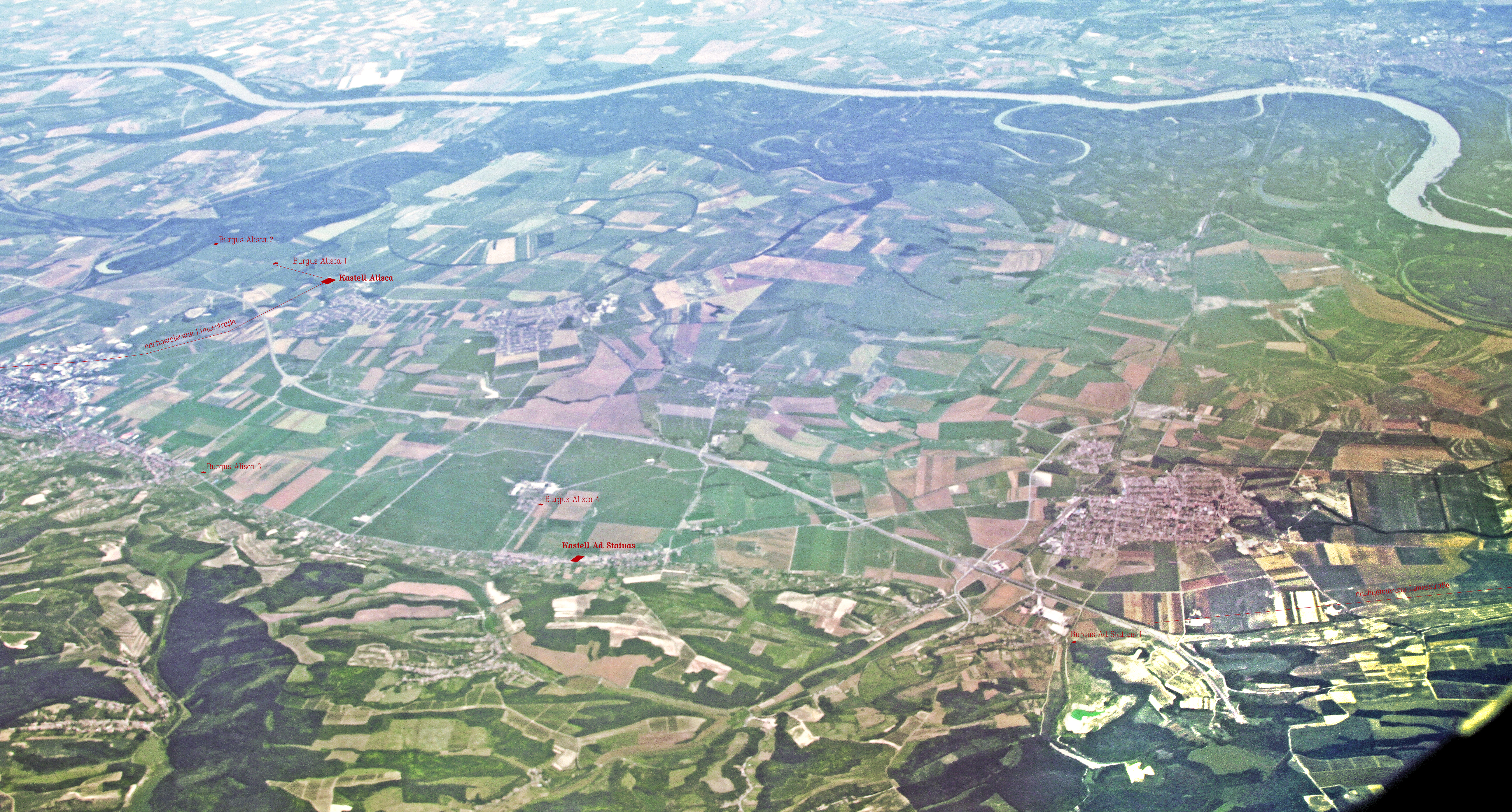
Das von Südwesten nach Nordosten aufgenommene Luftbild zeigt die Lage des Burgus Alisca 3 mit seinem Umfeld.

Der Burgus Őcsény-Soványtelek, in der neueren Literatur auch als Burgus Alisca 3 bezeichnet, ist ein kleiner römischer Militärstandort, der als spätantiker Wohn- und Wachturm (Burgus) für die Kontrolle eines Abschnitts des pannonischen Limes (Limes Pannonicus) zuständig war. Die ergrabenen Reste der Anlage befinden sich in der Gemarkung von Őcsény-Soványtelek im ungarischen Komitat Tolna, nahe der Landstraße 56 zwischen der Stadt Szekszárd und dem Dorf Várdomb mit seinem Kastell Ad Statuas.

## Lage
Der Burgus wurde östlich der heutigen Landstraße 56 errichtet. In diesem Abschnitt fußt diese Straße weitgehend auf der römischen Limesstraße entlang der Donau, die damals als Flussgrenze das Barbaricum vom römischen Reichsgebiet trennte. Während der Antike besaß der heute durch Regulierungen begradigte und nach Osten verschobene Strom weit ausladende Flussschleifen mit Altwässern und sumpfigen Zonen. Die Limesstraße verlief entlang dieser schwer zugänglichen Flussauen und hielt sich dabei am Fuß der westlich verlaufenden Höhenzüge. Den Soldaten des Burgus kam die Aufgabe zu, sowohl die für Militär und Handel wichtige Limesstraße, als auch das Grenzgebiet zu überwachen.

## Forschungsgeschichte
Mitarbeiter der archäologischen Abteilung des Mór-Wosinsky-Komitatsmuseums hatten auf einem Acker in der Flur Őcsény-Soványtelek einen Hügel begangen, dessen Rücken mit zahlreichen ausgebrochenen Feld- und Kalksteinen übersät war. Zwischen diesen Bruchstücken fanden sich Mörtelspuren sowie Keramikscherben aus römischer und vorgeschichtlicher Zeit. Um das vermutete Bodendenkmal vor der endgültigen Zerstörung durch den Pflug zu sichern, erlaubte das Komitatsmuseum im Sommer 1992, zwei über Kreuz gelegte Suchschnitte durch den Hügel zu ziehen. Bereits in einer Tiefe von 0,20 bis 0,30 Metern konnten dabei römische Baureste gesichert werden. Durch den Erfolg ermutigt, fanden 1993 und im Juli 1994 je zweiwöchige Ausgrabungen unter der Leitung der Provinzialrömischen Archäologin Zsuzsanna Péterfi statt. Untersucht wurden das Zentrum der Anlage und Teile des aufgehenden Mauerwerks. Die zeitliche Verzögerung und Ausweitung der Arbeiten auf drei Jahre sowie die nur teilweise erfolgte Aufdeckung des Bodendenkmals war der mangelhaften finanziellen Ausstattung der Ausgrabung geschuldet.

## Baugeschichte
Der ergrabene Turm gehört in eine Reihe gut erforschter Burgi, die offenbar im Zuge weitreichender Baumaßnahmen zur Grenzsicherung unter Kaiser Valentinian I. (364–375) angelegt wurden. Die Befestigungen entstanden als Reaktion auf damalige verheerende Germaneneinfälle an Rhein und Donau. In Ungarn waren Burgi dieses Typs insbesondere durch die seit den 1950er Jahren erfolgten systematischen Grabungen zwischen Esztergom und dem Donauknie bekannt geworden. Gut erforscht sind dort unter anderem die Wachtürme von Leányfalu oder Budakalász-Luppa csárda. Auch aus der Schweiz, in der Stelli bei Wallbach sowie vom mösischen Limes sind sehr ähnliche Anlagen bekannt.
Die Befunde von Őcsény-Soványtelek wiesen einen mächtigen, quadratischen Turm auf, der eine Fläche von 17,5 × 17,5 Metern einnahm. Mit 2,20 bis 2,30 Metern war die fast vollständig ausgebrochene Außenmauer im Fundament besonders stark ausgelegt. Bei der aus Geldmangel nur ausschnittsweise erfolgten Ausgrabung wurde der sonst bekannte ebenerdige Eingang nicht aufgedeckt oder war bereits von Pflug oder Erosion abgetragen worden. Wahrscheinlich lag er an der zur Limesstraße gewandten Westseite des Bauwerks. Auch die bei besser erhaltenen Exemplaren noch im Ansatz erkennbare Treppe an den Turminnenwangen wurde nicht aufgefunden. Um die einzelnen Geschosse und das große Dach tragen zu können, waren in der Turmmitte vier steinerne Stützpfeiler in einem 7,6 × 7,6 Meter umfassenden Quadrat zueinander errichtet worden. Die aus Kalksteinen als Opus incertum (Bruchsteinmauerwerk) aufgeführten Pfeiler hatten eine Seitenlänge zwischen zwei und drei Metern. Zwischen den vier Pfeilern befand sich eine 0,65 Meter tiefe, ovale Abfallgrube, in der sich unter anderem ein intaktes Hundeskelett befand.
Während der Freilegung zeigte sich eine rund 0,20 bis 0,40 Meter starke homogene römische Kulturschicht, die allerdings keinerlei eindeutige Rückschlüsse zum Aufbau des ehemaligen Laufhorizonts innerhalb des Turmes mehr zuließ. Anzeichen eines für Nordungarn belegten Terrazzobodens waren nicht festzustellen. Mutmaßend könnten einige Hinweise für einen lehmgestampften Fußboden sprechen, wie dieser gleichfalls vom Donauknie her bekannt ist. Die meisten Funde der Grabung stammen aus den dünnen Einzelschichten des römischen Stratums. Aufgrund des geringen Erhaltungszustands des Bauwerks blieben alle Fragen zum aufgehenden Mauerwerk spekulativ. Der nördlich angelegte Schnitt 3, der zur Aufdeckung eines möglicherweise um den Turm gelegten Grabens führen sollte, blieb befundlos, so dass in der Flur Őcsény-Soványtelek höchstwahrscheinlich mit keinem derartigen Annäherungshindernis zu rechnen ist. Möglicherweise wurde aufgrund des einstmals moorigen Bodens auf ihn verzichtet.
Eine zeitlich nicht festzulegende Brandkatastrophe steht am Ende der Turmnutzung. Darauf weist die römische Kulturschicht hin, in der sich viel Asche, aber wenige Holzkohle befand. Möglicherweise hängt dieser Brand mit einem Angriff aus dem Barbaricum zusammen.

## Funde
In der Summe deuten die Funde auf eine Gebäudenutzung während der zweiten Hälfte des 4. Jahrhunderts hin.

### Münzen
Außergewöhnlich groß ist das vorgefundene Münzspektrum. Es reichte von einer singulären Münze des Kaisers Septimius Severus aus dem Zeitraum von 193 bis 211 n. Chr. bis zu den jüngsten sechs zuordnungsfähigen Münzen der Kaiser Valentinian I. (4 Stück) und seines Sohnes Gratian (2 Stück) die von 367 bis 378 geprägt wurden. Die meisten der insgesamt 44 entdeckten Münzen stammen aus den Regierungszeiten der Kaiser Valens (13 Stück; geprägt von 364 bis 378) und Valentinian I. (9 Stück; geprägt ab 364).

### Keramik
Bei der reichhaltigen Keramik fehlte die spätantike eingeglättete Ware. Vertreten waren hauptsächlich Fragmente von grauer Haushaltskeramik, die aus dem 4. Jahrhundert stammte. Insgesamt zählte der Fundus teilweise verzierte Töpfe, Tassen, Krüge, Teller, Schalen und Schüsseln. Zur grauen Keramik gehört auch ein von Hand geformter Kerzenständer aus der Abfallgrube im Turminneren. Neben der Grauware gab es farbig glasierte und grüne bleiglasierte Bruchstücke.

### Metall
Aus der Kulturschicht des Burgus stammt ein 9,40 × 7,90 Zentimeter großes Votivtäfelchen aus Blei, das den „Pferdegott der Donau“ zeigt. Das eindeutig militärische Fundgut umfasste unter anderem eine eiserne Speerspitze, Reste einer Lanzenspitze, einen runden Schildbuckel und eine herzförmige Riemenzunge. Ein Metallfragment, das von einem mandelförmigen Auge durchbrochen ist, könnte von einem spätantiken Helm stammen. Auch zwei weitgehend erhaltene bronzene Zwiebelknopffibeln sind als Teile der spätantiken Soldatentracht denkbar. Mehrere Spinnwirtel gehören eher in den Haushaltsbereich. Dazu gibt es einige Schmuckreste wie Ringe und Armbänder. Zum Fundgut gehörten auch Kettenreste, kleinere und größere Nägel, Äxte sowie Schleifsteine.

### Ziegel
Zu den Fundstücken zählen zahlreiche Fragmente von Dachziegeln. Mit diesen war das Dach des Burgus gedeckt, wobei die für Nordungarn typischen Ziegelstempel, die eine nähere zeitliche Zuordnung erlauben würden, fehlen. Daher vermuteten die Archäologen Zsolt Visy und Endre Tóth, dass die Anlage aufgrund ihres typischen Erscheinungsbildes zwar noch in Zusammenhang mit dem Bauprogramm des Valentinian stehen muss, jedoch erst nach dessen Tod entstand, als die Ziegel nicht mehr gestempelt wurden.

## Limesverlauf vom Burgus Őcsény-Soványtelek bis zum Kastell Ad Statuas (Várdomb)
Bei Szekszárd teilt sich die Limesstraße. Eine Trasse führt zum nahen, südöstliche gelegenen Kastell Alisca in Őcsény-Szigetpuszta. Diese Abzweigung wird unter dem Absatz „Limesverlauf“ im eigentlichen Artikel zum Kastell Alisca besprochen. Der Hauptarm der Fernstraße behält über viele Kilometer bis zum Kastell Ad Statuas seine südliche Richtung bei. Diese Trasse wird hier beschrieben.
| Strecke | Name/Ort                        | Beschreibung/Zustand |
| ------- | ------------------------------- | --- |
| 8       | Ebesi-Csárda                    | Bei der einstigen, heute auf Landkarten zumeist nicht verzeichneten Ebesi-Csárda, an der Westseite der Landstraße, fand der Archäologe Mór Wosinsky (1854–1907) römische Gräber und Reste eines römischen Gebäudes, das er als Mutatio (Pferdewechselstation) deutete. Südlich dieses Punktes konnte der Archäologe József Csalog (1908–1978) das Profil der Limesstraße im modernen Straßengraben anschneiden. Die in den angrenzenden Weingärten arbeitenden Bewohner berichteten ihm von öfters aufzufindenden Steinplatten, die mit einer Schicht aus Schotter bedeckt seien. |
| 8       | Újberekpuszta (Burgus Alisca 4) | Der Archäologe Mór Wosinsky (1854–1907) erwähnte, dass Fundamente eines großen römischen Bauwerks auf einem kleinen Hügel bei Újberekpuszta zu finden seien. An der nahe der Limesstraße gelegene Stelle kamen außerdem Ziegel und eine große Zahl von Kleinfunden ans Licht. |
| 8       | Várdomb                         | Das römische Kastell befand sich mitten im heutigen Dorfgebiet und lässt sich noch an einer über 100 Meter breiten Erhebung im Gelände erkennen. |

## Denkmalschutz
Die Denkmäler Ungarns sind nach dem Gesetz Nr. LXIV aus dem Jahr 2001 durch den Eintrag in das Denkmalregister unter Schutz gestellt. Das Kastell von Őcsény-Szigetpuszta sowie alle anderen Limesanlagen gehören als archäologische Fundstätten nach § 3.1 zum national wertvollen Kulturgut. Alle Funde sind nach § 2.1 Staatseigentum, egal an welcher Stelle der Fundort liegt. Verstöße gegen die Ausfuhrregelungen gelten als Straftat bzw. Verbrechen und werden mit Freiheitsentzug von bis zu drei Jahren bestraft.